# James Dobson
James Clayton «Jim» Dobson (Shreveport, Luisiana, 21 de abril de 1936) es un psicólogo cristiano estadounidense, y presidente de la organización Enfoque a la Familia (Focus on the Family), organización sin fines de lucro fundada por Dobson en 1977. Produce el programa diario de radio Enfoque a la familia, transmitido en más de una docena de idiomas, en más de 7000 estaciones de radio a nivel mundial, con una audiencia de más de 220 millones de personas en 164 países. Focus on the Family es llevado a cabo por más de 60 estaciones de televisión estadounidense diariamente.  En 1981 fundó el Consejo de Investigación Familiar.
Dobson es un cristiano evangélico con puntos de vista conservadores tanto en teología como en política. Recientemente fue nombrado el «líder evangélico estadounidense más influyente en EE. UU.» (The Most Influential Evangelical Leader in America) por la revista Christianity Today, y muchos[¿quién?] lo ven como el sucesor de los líderes evangélicos Billy Graham, Jerry Falwell y Pat Robertson.[cita requerida]

## Biografía

### Antecedentes
James C. Dobson Jr. es hijo de Myrtle y James Dobson. El cristianismo fue un aspecto central de vida desde su más tierna infancia. En una oportunidad le dijo a un reportero que había aprendido a orar antes de aprender a hablar. De hecho, dice haber entregado su vida a Jesús a los tres años de edad, respondiendo a un llamado al altar efectuado por su propio padre. Es hijo, nieto y bisnieto de evangelistas nazarenos. Hasta hoy es miembro de la Iglesia del Nazareno, la más grande denominación cristiana salida del Movimiento de Santidad del siglo XIX.
Su padre, James Dobson Sr., (1911-1977) no fue a la universidad optando por la vida de evangelista viajero. El Pastor Dobson fue bastante conocido en el sureste de Estados Unidos y, junto a su esposa, a menudo viajaban con el pequeño James de modo que este creció viendo predicar a su padre. Eran un hogar patriarcal, en el cual la señora Dobson dejaba a su esposo las decisiones más importantes. Como la mayoría de los nazarenos, los Dobson rechazaban bailar o ir al cine, por lo que el joven "Jimmie Lee" (como llamaban al pequeño James) se concentró en sus estudios, llegando también a ser un excelente jugador de tenis.
Estudió psicología, lo que no era bien visto por la mayoría de los cristianos evangélicos de las décadas de 1950 y 1960 por el conductismo imperante de la época. Sin embargo Dobson sintió que había sido llamado a convertirse en consejero cristiano o psicólogo cristiano, por lo que decidió obtener su título en psicología y luego un doctorado en 1967 en la Universidad del Carolina del Sur. Durante 14 años trabajó en la Keck School of Medicine de la facultad de la universidad.
Dobson entrevistó al asesino en serie Ted Bundy un día antes de que este fuera ejecutado, en enero de 1989. En la entrevista, el asesinó señaló a la pornografía violenta como uno de los orígenes de su comportamiento criminal.[cita requerida]
En un principio, Dobson se hizo conocido por su libro Atrévase a disciplinar (Dare to Discipline), el cual alienta a los padres a usar el castigo corporal en la disciplina de sus hijos. Las opiniones sociales y políticas de Dobson son ampliamente acogidas en muchas de las congregaciones evangélicas de Estados Unidos.  Dobson publica mensualmente un boletín llamado Enfoque a la familia, el cual se distribuye junto con algunos de los boletines dominicales de las iglesias.

## Vida personal
Después de su boda, el 26 de agosto de 1960, Dobson y su esposa Shirley tuvieron dos hijos, Danae y Ryan. Ryan Dobson, quien es graduado de la Biola University de La Mirada, California, es un orador por derecho propio, hablando sobre temas relacionados con los jóvenes, la creencia filosófica en la verdad ontológica, y el movimiento provida. Ryan Dobson fue adoptado por los Dobson y es un ardiente defensor de la adopción, especialmente la adopción de niños con problemas. Lanzó el sitio Web www.ryandobson.com, también conocido como Kor Ministries, donde publica un podcast desde 2005.

### Títulos, cargos y galardones
Dobson asistió al Pasadena College (actualmente Point Loma Nazarene University) donde fue capitán del equipo de tenis, el mejor jugador en 1956 y 1958, y posteriormente entrenador en 1968 y 1969. Dobson obtuvo un doctorado en Desarrollo Infantil en la University of Southern California en 1967, luego durante 14 años fue catedrático clínico de pediatría en la Facultad de Medicina de la misma universidad. Durante 17 años fue parte del personal del Hospital de Niños de Los Ángeles en la división de Desarrollo Infantil y Genética Médica. Dobson es psicólogo licenciado del Estado de California.
Por invitación de los presidentes y fiscales generales, Dobson ha formado parte de comités asesores del gobierno y testificado en vistas gubernamentales. Ha sido galardonado como «Layman of the Year» por la Asociación Nacional de Evangélicos en 1982, como «smigo de los niños» por Childhelp USA —una agencia de defensa en contra del abuso infantil— en 1987, y el «Humanitarian Award» por la California Psychological Association en 1988. El 2005 Dobson recibió un doctorado honorario (su decimosexto y más reciente) de la Indiana Wesleyan University y fue reclutado en la Society of World Changers mientras dictaba una conferencia en dicha universidad.
El 2008, el programa Enfoque a la familia de Dobson fue nominado al Salón de la fama de la Radio. Las nominaciones fueron realizadas por los 157 miembros del Salón de la Fama y la votación para elegir a los candidatos se realizó a través de una votación online. La nominación provocó la ira de activistas de los derechos de los gais, quienes concentraron sus esfuerzos en sacar el programa de la lista de nominados y en votar por otros nominados para evitar que ganara el programa de Dobson. Sin embargo, el 18 de julio de 2008 se anunció que Enfoque a la familia había ganado y sería ingresado al Salón de la Fama de la Radio el 8 de noviembre de 2008.
A principios del año 2010 Dobson anuncia que se desvincula de Enfoque a la familia que fundó en 1977 para fundar otro ministerio

## Punto de vista social

### Opiniones sobre el matrimonio
James Dobson es un fuerte defensor de lo que él denomina «matrimonio tradicional». De acuerdo a su punto de vista, las mujeres no son consideradas inferiores a los hombres porque ambos fueron creados a imagen de Dios, pero cada género tiene sus roles bíblicamente establecidos. Recomienda a las mujeres casadas con hijos menores a 18 años que se enfoquen en la maternidad, más que en un trabajo asalariado fuera del hogar. De acuerdo a Dobson, esto provee un ambiente estable para el crecimiento de los niños.
Dobson explica lo que considera es el punto de vista bíblico del matrimonio en su libro de 2004 Matrimonio bajo fuego: por qué debemos ganar esta batalla. Dobson sugiere que los índices de matrimonios heterosexuales en Dinamarca, Noruega y Suecia han estado cayendo, y que esto ha sido la causa de que dichos países reconocieran las relaciones entre personas del mismo sexo durante la década de los noventa (pp. 8–9). Dobson afirma que como resultado, en estos países el matrimonio tradicional «está muriendo rápidamente», con la mayoría de las personas jóvenes conviviendo o eligiendo permanecer solteros. Dobson afirma que «cada civilización en el mundo ha sido construida sobre el matrimonio heterosexual» (p. 7) y describe la institución del matrimonio como «el fundamento de la cultura en Asia, África, Europa, Norteamérica, Sudamérica, Australia, y aún en la Antártida» (p. 8). Asimismo sostiene que la homosexualidad es una opción moral aprendida y anecdóticamente cita como evidencia la vida de la actriz Anne Heche, quien en un momento afirmó ser lesbiana para luego retractarse.
Criticando «la realidad de la tiranía judicial», Dobson afirma que «hoy en día no hay asunto más importante para nuestra cultura que la defensa de la familia, ni siquiera la guerra contra el terrorismo puede eclipsarlo» (pp. 84-85).
Críticos como la Campaña por los derechos humanos señalan que las opiniones de Dobson sobre la homosexualidad no representan las puntos de vista establecidos por la comunidad de expertos en salud mental. Mark Potok del Southern Poverty Law Center opinó que este tipo de puntos de vista provocan violencia: «Tenemos reportes que muestran claramente que este tipo de retórica pavimenta el camino a la violencia. Sin duda, los gais y lesbianas son el grupo más atacado… y los delitos motivados por el odio en su contra son más violentos».

### Opiniones sobre la educación
Dobson sostiene que los padres son, en última instancia, los responsables de la educación de sus hijos. Alienta a los padres a visitar las escuelas de sus hijos y a unirse a la asociación de padres y profesores (Parent-Teacher Association) donde pueden hacer oír sus opiniones. Dobson rechaza el contenido de las clases de educación sexual que no estén basados en la abstinencia sexual. De acuerdo a la organización People for the American Way, el material de Enfoque a la familia ha sido utilizado por padres preocupados para debatir sobre el contenido de libros y clases de las escuelas públicas. Los críticos, como People for the American Way, argumentan que Enfoque a la familia alienta a los profesores cristianos a formar grupos de oración entre los estudiantes en las escuelas públicas. Dobson apoya la oración de los estudiantes en las escuelas públicas, y considera que permitir orar a los estudiantes cristianos en las escuelas públicas no viola la primera enmienda de la Constitución de los Estados Unidos.

### Opiniones sobre la disciplina en la familia
En su libro Atrévase a disciplinar, Dobson aboga por el uso del castigo físico en niños de más de ocho años de edad cuando estos se porten mal, sin embargo advierte que «el castigo corporal no debería ocurrir con frecuencia» y que «la disciplina no debe ser violenta o destructiva para el espíritu del niño». Advierte que no se debe aplicar un castigo físico severo afirmando que «no es necesario maltratar al niño hasta someterlo; un poco de dolor afecta durante largo tiempo a un niño pequeño. Sin embargo, las nalgadas deben ser de la suficiente magnitud que haga llorar genuinamente al niño».
Dobson ha afirmado que la disciplina de los niños es un aspecto necesario aunque desagradable de la crianza de los niños y que debería ser aplicado solo por padres calificados: «Cualquiera que haya sido abusado de niño, o que haya sentido que pierde el control de sí mismo al aplicar las nalgadas no debería exponer al niño a esa tragedia. Cualquiera que tenga un temperamento violento que a veces se vuelva inmanejable no debería aplicar este enfoque. Cualquiera que secretamente “disfrute” la administración de castigo corporal no debería ser quien la aplique».
En su libro Como criar a un niño de voluntad firme, Dobson sugiere que si la autoridad es correctamente presentada al niño, este entenderá como interactuar con otras figuras de autoridad: «Aprendiendo a ceder a la autoridad amorosa [...] de sus padres, el niño aprende a someterse a otras formas de autoridad que deberá enfrentar más tarde en su vida: profesores, directores de escuela, policías, vecinos y empleadores».
Dobson hace hincapié en que los padres deben mantener su autoridad y hacerlo consistentemente, comparando la relación entre los padres y los hijos desobedientes con una batalla: «Cuando usted sea enfrentado desafiantemente, gane decisivamente». In The Strong-Willed Child, Dobson draws an analogy between the defiance of a family pet and that of a small child, and concludes that "just as surely as a dog will occasionally challenge the authority of his leaders, so will a little child — only more so."
Cuando se le preguntó: «¿por cuánto tiempo considera que debería permitirse llorar al niño después de haber sido castigado?, ¿hay un límite?», Dobson respondió:
Sí, creo que debe haber un límite. Mientras las lágrimas representen una emoción genuina debería permitir que sean derramadas. Pero si el llanto cambia rápidamente de un sollozo interior a una expresión de protesta... el llanto real usualmente dura dos minutos o menos pero puede continuar hasta cinco. Después de ese punto el niño está simplemente reclamando y el cambio puede ser reconocido en el tono e intensidad de su voz. Debería exigirle que detenga el llanto de protesta, usualmente ofreciéndole un poco más de lo que haya causado las lágrimas originales. En un niño más pequeño, se puede detener el llanto fácilmente desviando el interés a otra cosa. 

### Opiniones sobre la tolerancia y diversidad
En el invierno boreal del 2004-2005, la We Are Family Foundation distribuyó aproximadamente 60 000 copias de un DVD gratuito a las escuelas elementales estadounidenses presentando conocidos personajes de los dibujos animados (destacando a Bob Esponja) para «promover la tolerancia y la diversidad». Dobson afirmó que «tolerancia» y «diversidad» se habían convertido en «expresiones de moda» que la Fundación Somos Familia estaba empleando mal como parte de su agenda oculta para promover la homosexualidad. Kate Zernik señaló destacando la afirmación de Dobson: «“tolerancia” y su prima, “diversidad”, son palabras de moda usadas casi siempre para defender la homosexualidad.» Dobson sostuvo en el sitio Web de Enfoque a la Familia que «aparentemente los símbolos de la niñez están siendo secuestrados para promover una agenda que incluye enseñar a los niños propaganda homosexual», ofreciendo como evidencia los enlaces a la campaña publicados en sitios web de numerosas organizaciones de derechos homosexuales estadounidenses, incluyendo la Fundación Somos Familia. Por su parte la Fundación Somos Familia replicó que Dobson había cometido un error confundiendo su organización con un «sitio web no relacionado perteneciente a otro grupo llamado 'Somos Familia', que apoya a la juventud gay». El abogado de la fundación, Mark Barondess, sugirió que cualquiera que vea el DVD y piense que promueve la homosexualidad «necesita visitar a su doctor y pedir que incrementen los medicamentos». Dobson replicó: «Quiero ser claro: hasta que ocurrió este asunto, la Fundación Somos Familia —organización que patrocinó el video que incluía a Bob Esponja y otros personajes— ponía a disposición del público numeroso material explícitamente prohomosexual en su sitio web. Desde entonces se ha esforzado en esconder este hecho, pero mi preocupación es tan legítima hoy día como cuando la expresé por primera vez en enero». En septiembre del 2005, Tolerance.org publicó un mensaje publicitando que el DVD seguía estando disponible, incluyendo el comentario de la presidenta de la Fundación Somos Familia señalando que muchos de los DVD pueden estar «todavía en las cajas, sin usar, debido al mordaz ataque de Dobson».

### Opiniones sobre la homosexualidad
De acuerdo a Dobson, Dios definió únicamente el matrimonio entre un hombre y una mujer, y describe esta unión como la institución fundamental y principal de la sociedad. Afirma que Dios desaprueba cualquier tipo de actividad sexual fuera de esta unión, incluyendo la homosexualidad. Según Dobson, más que en un rasgo innato, la homosexualidad es una elección tomada bajo la influencia del ambiente. Afirma que el comportamiento homosexual, específicamente la «atracción no deseada por personas del mismo sexo», ha sido y puede ser vencido por medio del entendimiento de los modelos de desarrollo de la homosexualidad, sanando los complejos problemas ambientales que conducen a este tipo de atracción.
El ministerio Enfoque a la Familia de Dobson patrocina una conferencia mensual llamada Love Won Out, donde los participantes tienen la oportunidad de escuchar «poderosas historias de exhomosexuales, tanto hombres como mujeres». El grupo estadounidense Parents, Families & Friends of Lesbians and Gays (‘Padres, familias y amigos de lesbianas y gais’) ha protestado contra la conferencia en Orlando cuestionando tanto la metodología como el supuesto éxito de la conferencia. Dobson por su parte afirmó que «los activistas gais vienen con una idea preconcebida acerca de quiénes somos, de lo que creemos y del odio que bulle en nuestro interior, lo que simplemente no es cierto. A pesar de lo que los medios puedan decir, Enfoque a la Familia no está interesado en promover el odio ni contra los homosexuales ni contra nadie. Tampoco deseamos privarlos de sus derechos consitucionales básicos... La constitución se aplica a todos».
Dobson se opone firmemente al movimiento para legalizar las relaciones entre personas del mismo sexo. En su libro Bringing Up Boys, Dobson afirma que «los homosexuales se molestan profundamente cuando se dice que ellos eligen esta inclinación buscando excitación sexual o por algún otro motivo». Asimismo, objetó un proyecto de ley que extiende la prohibición de discriminación basada en la orientación sexual a los espacios públicos, acceso a viviendas, servicios de planificación familiar y otras 20 áreas. Sus objeciones provienen del temor de que los lugares públicos dejen de separar los baños por género, lo que llevaría a que «cada mujer o jovencita tendrá el temor de que un pederasta, bisexual, travesti o incluso un hombre homosexual o heterosexual entre y orine delante de ella».

## Libros
Dobson ha sido autor o coautor en más de 31 libros. La siguiente es una lista parcial de ellos:
- Bringing Up Boys: Practical Advice and Encouragement for Those Shaping the Next Generation of Men, Enfoque a la Familia 2003, ISBN 0-8423-5266-X
- Dare to Discipline. Bantam, 1982. ISBN 0-553-20346-0
- Emotions: Can You Trust Them?
- The Focus on the Family Complete Book of Baby and Child Care (con Paul C. Reisser)
- Judicial Tyranny: The New Kings of America? - contribuyendo autor (Amerisearch, 2005) ISBN 0-9753455-6-7
- Life on the Edge
- Love Must Be Tough: New Hope for Families in Crisis
- Marriage Under Fire:  Why We Must Win This Battle, Multnomah Publishers, Inc. (Sisters, Oregon), julio de 2004
- The New Dare to Discipline
- Night Light: A Devotional for Couples (con su esposa Shirley Dobson)
- Night Light for Parents (con Shirley Dobson)
- Parenting Isn't for Cowards
- Preparing for Adolescence ISBN 0-8307-3826-6
- Solid Answers
- Stories of Heart and Home
- Straight Talk to Men
- Straight Talk: What Men Should Know, What Women Need to Understand
- The Complete Marriage and Family Home Reference Guide
- The Strong-Willed Child. Living Books, 1992. ISBN 0-8423-5924-9
- What Wives Wish Their Husbands Knew About Women
- When God Doesn't Make Sense